# Decreto sobre el intento de ordenación de algunas mujeres católicas
El Decreto sobre el intento de ordenación de algunas mujeres católicas es un  decreto canónico emitido por la Congregación para la Doctrina de la Fe, bajo el Cardenal Joseph Ratzinger, y aprobado por el Papa Juan Pablo II el 21 de diciembre de 2002. Puede encontrarse en Acta Apostolicae Sedis 95 (2003). El decreto es en respuesta a Romulo Antonio Braschi que ordenó a siete mujeres católicas al sacerdocio de su movimiento, la Iglesia Católica Apostólica Carismática de Jesús el Rey, el 29 de junio de 2002, y es un seguimiento de un decreto de excomunión de Braschi y las mujeres emitido el 5 de agosto de 2002.

## Fondo
En 1998, Braschi dejó la Iglesia Católica por la Iglesia Católica Apostólica Carismática de Jesús Rey y se convirtió en obispo de la misma. El 29 de junio de 2002, en un barco en el río Danubio, Austria, Braschi ordenó a siete mujeres católicas, llamadas Siete del Danubio, al sacerdocio: Christine Mayr-Lumetzberger, Adelinde Roitinger, Gisela Forster, Iris Müller, Ida Raming, Pia Brunner y Dagmar Braun Celeste (que se hacía llamar Angela White). El obispo de Linz y de la Conferencia Episcopal de Austria intervino, pero fue en vano. El 10 de julio, la Congregación para la Doctrina de la Fe advirtió a las ocho personas que serían excomulgadas el 22 de julio si no se arrepintían. El 5 de agosto, la Congregación emitió un decreto de excomunión de las ocho personas. Las personas excomulgadas luego publicaron cartas y concedieron entrevistas sobre las ordenaciones, explicando cómo era válido, que la Iglesia Católica debería permitir que las mujeres fueran ordenadas y cómo habían celebrado los sacramentos. El 14 de agosto y el 27 de septiembre el pueblo solicitó a la Congregación que revocara la excomunión. La última solicitud hacía referencia a los cánones relacionados con el recurso contra los decretos administrativos en el Código de Derecho Canónico de 1983. El 21 de octubre, la Congregación respondió que estudiaría el asunto.

## Contenido
El decreto explica los antecedentes de la parte excomulgada y luego la respuesta de la Congregación para la Doctrina de la Fe a la solicitud de la parte de revocar su excomunión. La respuesta fue preparada por quince miembros de la Congregación: Cardenales Joseph Ratzinger, Alfonso López Trujillo, Ignace Moussa I. Daoud, Giovanni Battista Re, Francis Arinze, Jozef Tomko, Achille Silvestrini, Jorge Medina Estévez, James Francis Stafford, Zenon Grocholewski, Walter Kasper, Crescenzio Sepe, Mario Francesco Pompedda y los obispos Tarcisio Bertone, SDB y Rino Fisichella. Los quince miembros se reunieron varias veces para discutir el asunto y finalmente llegaron a una "decisión colegiada" de no revocar la excomunión. La Congregación enumeró las razones por las cuales este fue el caso: la excomunión no fue una pena latae sententiae, sino una pena ferendae sententiae, según los cánones 1314, 1319 y 1347; la excomunión fue emitida por el Papa a través de la Congregación, según el Canon 360; la ofensa fue grave y evidente; las mujeres, al elegir ser ordenadas por un cismático, se convirtieron ellas mismas en cismáticas; las mujeres rechazaron el magisterium del Papa y el dogma sobre la ordenación que él propuso definitivamente en la  Ordinatio sacerdotalis ; las mujeres, al incitar a otros católicos al cisma, fueron justamente castigadas para proteger la fe, la comunión y la unidad de la Iglesia y guiar la conciencia de los fieles; y la excomunión tenía la intención de provocar a las seis personas al arrepentimiento.